# Międzynarodowa Akademia Olimpijska
Międzynarodowa Akademia Olimpijska (ang. International Olympic Academy, IOA; fr. L’Académie Internationale Olympique, AIO; gr. Διεθνής Oλυμπιακή Aκαδημία, ΔΟΑ) – instytucja naukowa pełniąca rolę wielokulturowego i interdyscyplinarnego centrum, które ma na celu studiowanie, wzbogacanie wiedzy oraz propagowanie olimpizmu. Nadzór nad nią sprawuje Międzynarodowy Komitet Olimpijski. Powstała w wyniku inspiracji starożytnym Gimnazjonem, który kształtował olimpijski ideał poprzez harmonijny rozwój ciała, woli i umysłu.

## Misja
Celem Międzynarodowej Akademii Olimpijskiej jest stworzenie międzynarodowego centrum kulturalnego w Olimpii, mającego na celu zachowanie i szerzenie olimpijskiego ducha oraz opracowywanie i wdrażanie w życie edukacyjnych i społecznych zasad olimpizmu. Całość przedsięwzięć realizowana jest w zgodzie z zasadami ustanowionymi przez starożytnych Greków i wskrzesicieli współczesnego ruchu olimpijskiego, zainicjowanego przez francuskiego barona Pierre’a de Coubertin.

## Oferta edukacyjna
Międzynarodowa Akademia Olimpijska prowadzi szereg programów edukacyjnych, do których należą między innymi:
- podyplomowe studia magisterskie, organizowane przy współpracy z Uniwersytetem Peloponeskim (studia 3-semestralne);
- międzynarodowe seminarium studiów olimpijskich dla studentów podyplomowych (studia 30-dniowe);
- międzynarodowa sesja dla młodych uczestników (sesja 14-dniowa);
- międzynarodowa sesja dla dyrektorów i pracowników narodowych komitetów olimpijskich;
- międzynarodowa sesja dla dziennikarzy sportowych;
- konferencje naukowe w zakresie kultury fizycznej.

Uczestnicy programów edukacyjnych zobowiązani są do biegłej znajomości przynajmniej jednego z trzech języków urzędowych: angielskiego, francuskiego lub greckiego.